# Helmuth Plessner

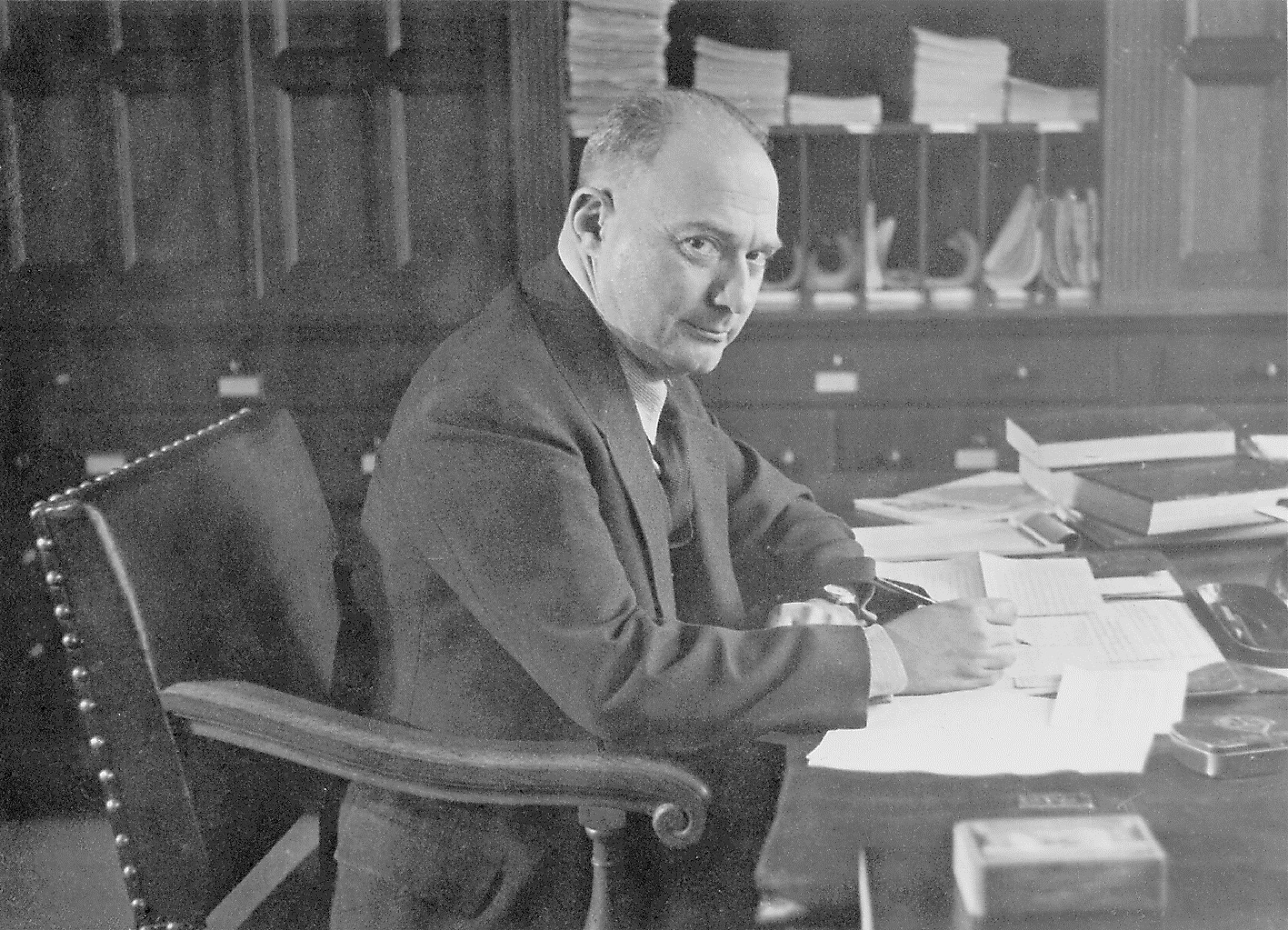
Helmuth Plessner (1939)

Helmuth Plessner (ur. 4 września 1892 w Wiesbaden, zm. 12 czerwca 1985 w Getyndze) – filozof i socjolog niemiecki pochodzenia żydowskiego. Był przedstawicielem neokantowskiej szkoły badeńskiej i jednym z głównych przedstawicieli antropologii filozoficznej, która bazuje na odkryciach naukowych biologii – interpretuje wyniki nauk przyrodniczych w duchu filozofii.  

## Życiorys
Początkowo studiował zoologię i medycynę, następnie filozofię pod kierunkiem Wilhelma Windelbanda i Edmunda Husserla oraz socjologię pod kierunkiem Maxa Webera. W 1902 uzyskał habilitację, a w 1924 objął stanowisko profesora uniwersytetu w Kolonii. Po dojściu Hitlera do władzy Plessner ze względu na swoje pochodzenie przeniósł się do Groningen w Holandii, gdzie w 1943 został uwięziony przez okupacyjne władze niemieckie. W latach 1952–1962 kierował Instytutem Socjologii w Getyndze, którego był rektorem w  roku akademickim 1960/61. W latach 1953–1959 był prezesem Niemieckiego Towarzystwa Socjologicznego. Obok Ernsta Cassirera, Maksa Schelera i Arnolda Gehlena jest współtwórcą antropologii filozoficznej.
Był członkiem zagranicznym Królewskiej Holenderskiej Akademii Sztuk i Nauk.

## Tłumaczenia prac na język polski
- Pytanie o conditio humana. Wybór pism, PIW, Biblioteka Myśli Współczesnej
- Władza a natura ludzka. Esej o antropologii światopoglądu historycznego, Warszawa 1994, PWN, seria Biblioteka Współczesnych Filozofów
- Zadanie antropologii filozoficznej [w:] Stanisław Czerniak, Jarosław Rolewski (red.) Antropologia filozoficzna, seria Studia z Filozofii Niemieckiej, t. IV, Wydawnictwo Naukowe UMK, Toruń 2004.
- Granice wspólnoty. Krytyka radykalizmu społecznego, Warszawa 2007, Oficyna Naukowa, seria Terminus
- Śmiech i płacz. Badania nad granicami ludzkiego zachowania, Kęty 2007, Antyk-Marek Derewiecki